# Curtiss R3C
Il Curtiss R3C era un monomotore biplano da competizione realizzato dall'azienda statunitense Curtiss Aeroplane and Motor Company nel 1925 allo scopo di conquistare il primato di velocità per aerei della sua categoria.

## Tecnica
L'R3C era un velivolo dall'aspetto convenzionale per l'epoca; monomotore biplano monoposto realizzato in legno, sia in configurazione terrestre, designata C-1, che idrovolante, designata C-2.
La fusoliera era caratterizzata dalla struttura monoscocca realizzata in legno e dall'abitacolo aperto. Posteriormente terminava in un impennaggio tradizionale monoderiva caratterizzato dall'adozione di piani orizzontali montati a sbalzo.
La configurazione alare era biplano-sesquiplana, con l'ala inferiore, montata bassa, di dimensioni inferiori della superiore, montata alta, collegate tra loro da un paio di montanti integrati da tiranti in filo d'acciaio.
A seconda delle versioni, alla parte inferiore della fusoliera era collegato, tramite un castello tubolare, o un carrello biciclo tradizionale, fisso, integrato posteriormente da un pattino d'appoggio, o un paio di galleggianti nella versione idro.
La propulsione era affidata ad un motore Curtiss V-1400 posizionato sul muso, un dodici cilindri a V capace di erogare una potenza di 619 hp (462 kW).

## Versioni
R3C-1
versione terrestre dotata di carrello d'atterraggio.
R3C-2
versione idrovolante a scarponi.